# Pempelia lundbladi
Pempelia lundbladi is een vlinder uit de familie snuitmotten (Pyralidae). De wetenschappelijke naam is voor het eerst geldig gepubliceerd in 1939 door Rebel.
De soort komt voor in Europa.